# Мериам Джордж
Мериам Джордж (на египетски арабски: مريم چورچ, на английски: Meriam George) е модел от Египет, победителка на конкурса Мис Египет 2005.

## Биография
Мериам Джордж е родена през 1987 година в град Кайро, Египет. През 2005 г. печели на конкурса Мис Египет. Представлява Египет на конкурсите: Мис Вселена 2005, Miss Intercontinental 2005 и Мис Земя 2006. На Мис Земя тя е сред осемте финалисти, на Miss Intercontinental тя е полуфиналист, а на Мис Вселена тя не се класира.
През октомври 2013 г. тя пътува до Сеул, Южна Корея, за да представлява „Мис Египет“ в „Miss Asia Pacific World Super Talent 2013“ и става първи
състезател спечелил второ място.